# Dienia
Dienia is een geslacht van een tiental soorten orchideeën uit de onderfamilie Epidendroideae. Het zijn terrestrische planten met een weinig opvallende bloeiwijze uit schaduwrijke bossen van subtropisch en tropisch Azië. Dienia is afgescheiden van het geslacht Malaxis.

## Naamgeving enetymologie
- Synoniem: Gastroglottis Blume (1825), Predilea Lindl. (1826)

De botanische naam Dienia is afgeleid van het Oudgriekse δίενος, dienos (tweejarig), waarschijnlijk naar het idee dat de plant maar om de twee jaar in bloei komt.

## Kenmerken
Dienia bestaat uit kleine tot middelgrote, terrestrische of zelden epifytische planten met een cilindrische, vlezige, dikwijls kruipende stengel, twee of meer dunne, geplooide, ovale bladeren met een gevleugelde bladsteel, en een eindstandige, rechtopstaande, langgerekte, veelbloemige tros met tientallen kleine bloempjes.
De bloemen zijn al dan niet geresupineerd en groen, bruin, geel, roze of paars gekleurd. De kelkbladen zijn vrijstaand of gefuseerd, de kroonbladen smaller en steeds vrijstaand. De bloemlip is drielobbig of uit één stuk, soms hol aan de basis, zonder mentum of callus maar met onduidelijke longitudonale richels, parallel aan het gynostemium. De helmknop draagt vier kegelvormige, wasachtige pollinia in paren van twee.

## Taxonomie
Dienia werd oorspronkelijk beschreven door Lindley in 1824, maar is lange tijd opgenomen geweest in het zustergeslacht Malaxis en de sect. Crepidium. Het werd in 1995 door Szlachetko weer als apart geslacht erkend, alhoewel andere botanici het nog steeds bij één geslacht houden.
Het geslacht telt in de meest recent geaccepteerde taxonomie dertien soorten. De typesoort is Dienia congesta, nadien hernoemd naar Dienia ophrydis.

### Soortenlijst
- Dienia calycina Lindl. (1830)
- Dienia carinata Rchb.f. (1855)
- Dienia cordata (Rchb.f.) Lindl. (1838)
- Dienia crispata Lindl. (1845)
- Dienia cylindrostachya Lindl. (1830)
- Dienia gmelinii Lindl. (1830)
- Dienia maianthemifolia Rchb.f. (1846)
- Dienia muscifera Lindl. (1830)
- Dienia myurus Lindl. (1830)
- Dienia ophrydis (J.König) Seidenf. (1997)
- Dienia seidenfadeniana Szlach., Marg. & Rutk. (1999)
- Dienia truncicola (Schltr.) M.A.Clem. & D.L.Jones (1996)
- Dienia volkensii (Schltr.) M.A.Clem. & D.L.Jones (1996)